# Striation Valley
Das Striation Valley (englisch für Bänderungstal) ist ein Tal in den Ganymede Heights auf der Alexander-I.-Insel westlich der Antarktischen Halbinsel. Es verläuft nördlich des Jupiter-Gletschers in südöstlicher Richtung und öffnet sich zum George-VI-Sund.
Eine Mannschaft aus Geographen der University of Aberdeen nahm mit Unterstützung durch den British Antarctic Survey zwischen 1978 und 1979 Vermessungen vor. Sie benannten es nach der im Gestein des Tals gefundenen Bänderung.